# Amorphophallus sylvaticus
Amorphophallus sylvaticus är en kallaväxtart som först beskrevs av William Roxburgh, och fick sitt nu gällande namn av Carl Sigismund Kunth. Amorphophallus sylvaticus ingår i släktet Amorphophallus och familjen kallaväxter. Inga underarter finns listade.